# Abraham Raubenheimer
Abraham Jacobus (Braam) Raubenheimer (né le 12 octobre 1920 près de Vryburg en Afrique du Sud et mort le 8 juillet 2014 à Pretoria en Afrique du Sud) est un homme politique sud-africain, membre du parti national, membre du broederbond, membre de la chambre de l'assemblée du parlement pour la circonscription de Nelspruit (1966-1980), ministre-adjoint des affaires bantoues et du développement (1971-1976), ministre des Eaux et Forêts (1976-1980) et ministre des eaux, des forêts et de la conservation environnementale (1980-1981) dans les gouvernements de John Vorster puis de Pieter Botha.

## Biographie
Né près de Vryburg dans la province du Transvaal, Braam Raubenheimer est diplômé en horticulture de l'université de Pretoria. Marié en 1949, il a 5 enfants.
Fermier agricole, député de Nelspruit puis membre du gouvernement Vorster et du cabinet Botha, il se retire de la vie politique pour se consacrer à son exploitation et à l'irrigation. En 1999, il est l'auteur du livre "My Afrikaner Pad & Nalatenskap".
Lors des élections générales sud-africaines de 2004, Braam Raubenheimer apporte son soutien au front de la liberté.
Il meurt d'un cancer le 8 juillet 2014 à l'âge de 93 ans est et enterré au cimetière de Kroonendal à Pretoria.

## Hommages
Un barrage sur la rivière Crocodile, près de Lydenburg, avait été baptisé en son honneur (Braam Raubenheimer Dam). Il porte maintenant, depuis 1995, le nom de barrage Kwena (Kwena Dam).